# Musées d'Extrême-Orient
Les musées d'Extrême-Orient (en néerlandais : Musea van het Verre Oosten), situés à Laeken (ville de Bruxelles), font partie des musées royaux d'Art et d'Histoire de Bruxelles. Ils sont composés de trois édifices : la tour japonaise, le pavillon chinois et le musée d’art japonais et sont consacrés à l'art et à la culture orientale, en particulier à celle de la Chine et du Japon, très en vogue au début du XXe siècle. Ils se trouvent plus précisément en lisière du domaine royal de Laeken, dans le quartier du Mutsaard, souvent surnommé « le quartier des Pagodes » ou « de la tour japonaise ».
La construction des bâtiments s'est étalée de 1901 à 1910, sous la direction et d'après les plans d'Alexandre Marcel, architecte du Panorama du Tour du Monde à l'Exposition universelle de 1900 à Paris. Ces constructions, mélange de techniques locales et d'éléments importés, font partie de réalisations suscitées par le roi Léopold II. Les trois musées sont fermés depuis 2013 en raison de faiblesses structurelles. Certains objets de leurs collections sont exposés au musée Art et Histoire du parc du Cinquantenaire. Depuis 2019, l'ensemble des bâtiments et des parcs sont classés. Ils sont propriété de la Donation royale.

## La tour japonaise

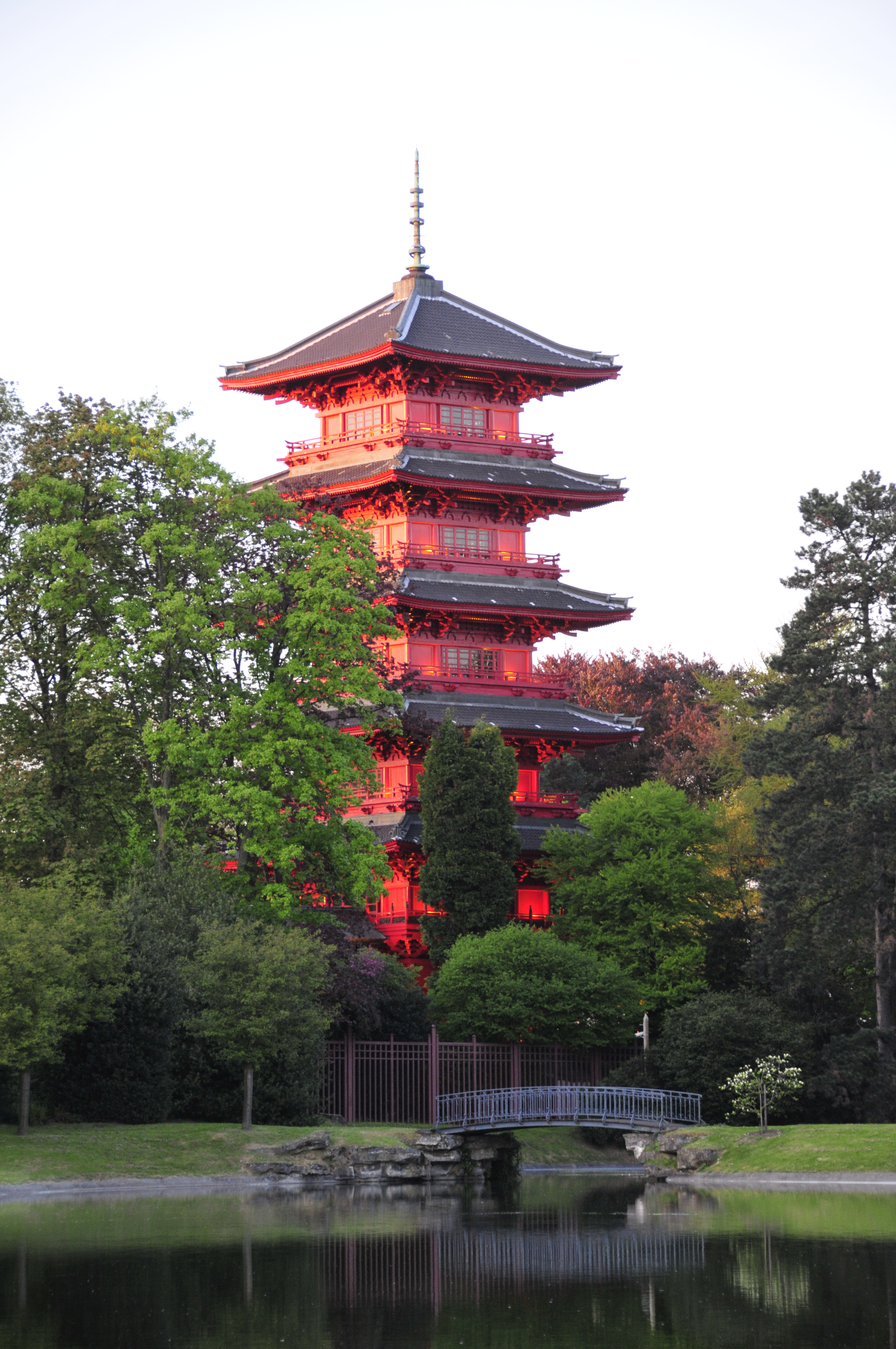
La tour japonaise.

Selon une légende tenace, la tour japonaise serait une authentique pagode japonaise provenant de la représentation japonaise à l'Exposition universelle de 1900 à Paris et seul le guichet aurait été rachetée par le roi Léopold II. L'édifice n'est en fait pas conforme à l'architecture bouddhique japonaise: sous ses cinq toits, il compte six niveaux, contrairement aux cinq que l'on attendrait normalement.
Lors de l'Exposition universelle de Paris, la représentation de la Compagnie des messageries maritimes, appelée Le Panorama du Tour du Monde, dont une tour japonaise réalisée par l'architecte français Alexandre Marcel (1860-1928), fascina le roi Léopold II, qui souhaitait embellir la commune de Laeken et avait conçu le projet d'un musée exotique de plein air. Seul le pavillon d'entrée du Tour du Monde était l'œuvre d'un charpentier japonais et fut réédifié à front de l'avenue Van Praet à Laeken. Pour ce qui est de la tour, Alexandre Marcel fut chargé de construire à la limite du domaine royal de Laeken une réplique de l'édifice qu'il avait réalisé pour l'Exposition universelle.

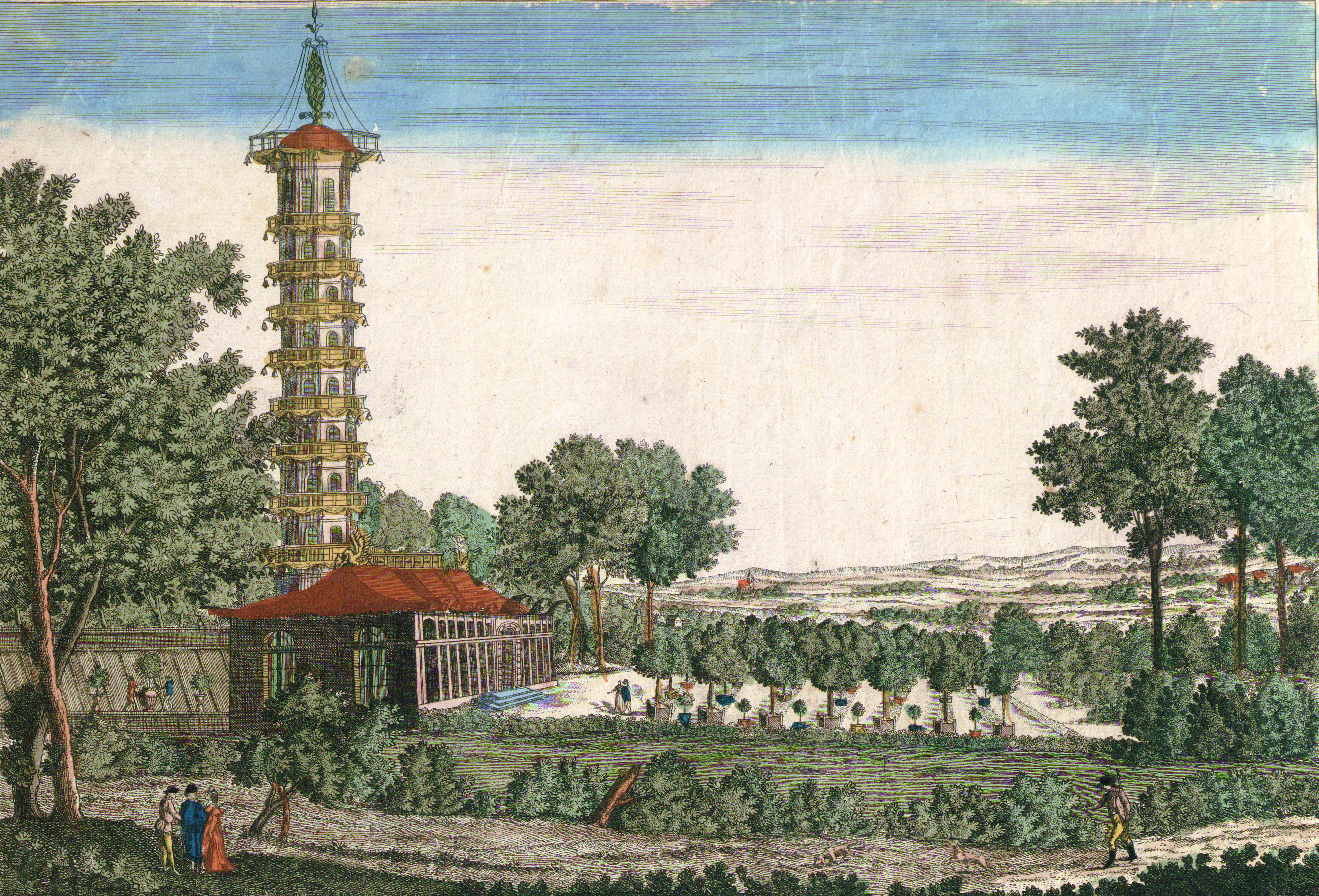
La tour chinoise et l'orangerie démolies en 1803.

Sans doute le souverain se souvenait-il d'un premier édifice construit dans le parc du château de Schönenberg à Laeken par Louis Montoyer à la demande des archiducs d'Autriche. Une tour chinoise, composée de 11 étages ornés de clochettes, surplombait une ancienne orangerie. Au rez-de-chaussée se trouvaient un salon et une pagode. À l'état de ruine, elle a été détruite en 1803 afin d'en récupérer les matériaux.
Cette initiative souligne moins l'intérêt du souverain pour la culture asiatique que son souci pédagogique d'inciter ses concitoyens à découvrir des civilisations méconnues et d'éveiller leur intérêt commercial pour le vaste monde. Il voulait aussi donner une dimension culturelle et internationale à l'endroit, espérant, par cet argument, attirer la bourgeoisie à Laeken. L'installation de la fontaine de Neptune, copie conforme de celle de Jean de Bologne, et un projet, non réalisé, de théâtre en plein air dans le voisinage allaient dans le même sens. 
Le gros-œuvre fut réalisé par des entreprises belges, mais le bâtiment, d'une hauteur de 40 mètres, fut assemblé sans clous conformément aux techniques traditionnelles japonaises. Pour assurer à l'édifice un cachet authentique, la plus grande partie de la décoration intérieure et extérieure - portes et panneaux en bois sculpté, plaques en cuivre doré - fut commandée au Japon, à des artisans de Yokohama. Une partie fut néanmoins confiée à des artistes parisiens, notamment les trente-quatre vitraux de l'escalier qui sont l'œuvre du peintre verrier et décorateur Jacques Galland et l'installation électrique que l'on doit à Eugène Soleau.
Commencé en 1901, le chantier fut terminé en 1904. Son inauguration eut lieu le 6 mai 1905 lors d'une garden-party. En 1909, le roi, qui avait abandonné l'idée d'un musée, offrit le bâtiment à l'État belge. Confié au Ministère des affaires étrangères, il fut ouvert au public jusqu'à la Première guerre mondiale. En 1921, il fut attribué au Ministère des Arts et des Sciences. Longtemps fermé, il fut restauré en 1989, à l'occasion d'Europalia Japon.

## Le pavillon chinois

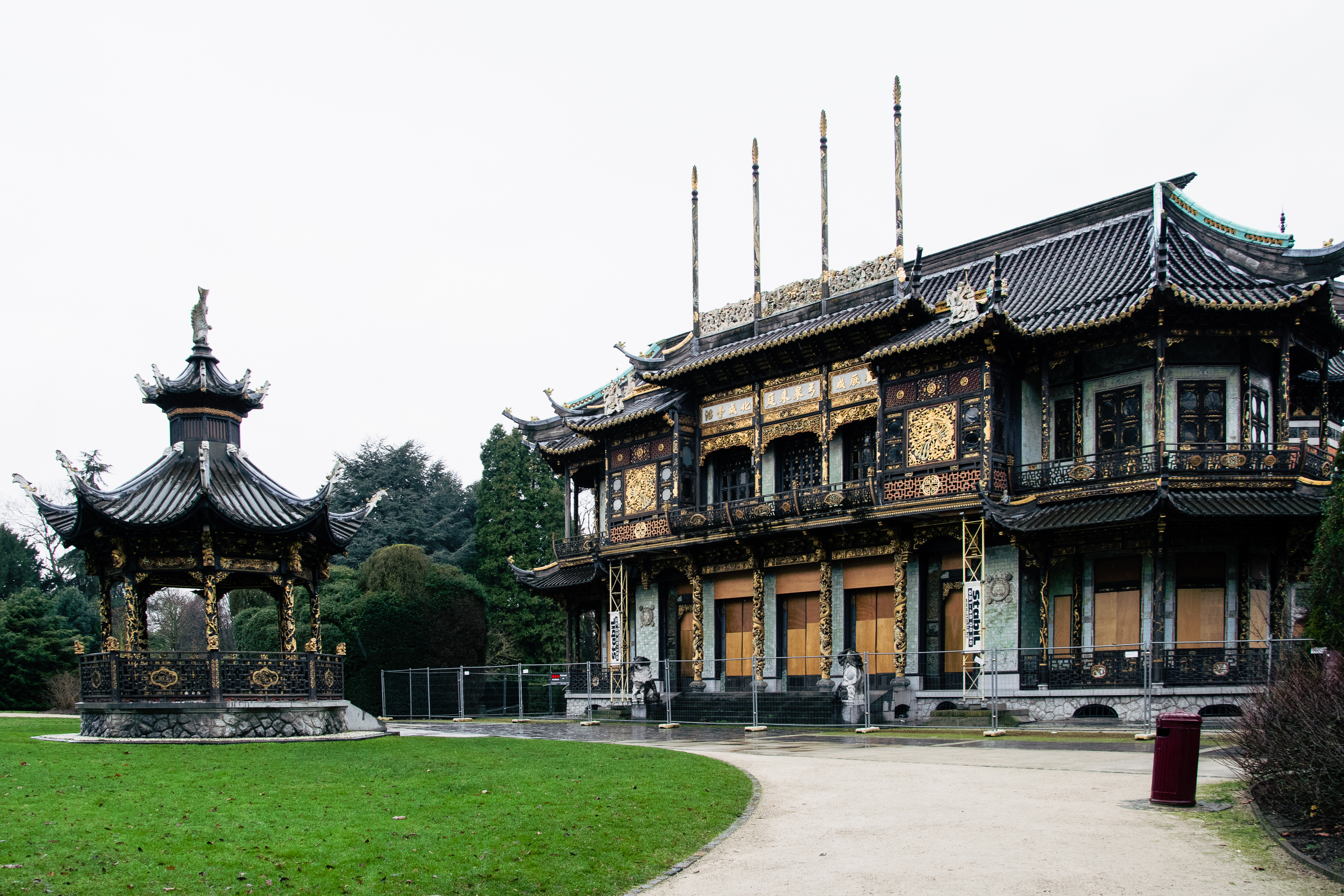
Le pavillon chinois.

Le pavillon chinois, construit quelques années plus tard pour devenir un restaurant de luxe (ce qu'il ne sera jamais), reçoit des décorations intérieures qui, ainsi que le kiosque, dans un souci d'authenticité, sont exécutés à Shanghai.
Le roi Léopold II chargea en 1901 l'architecte Alexandre Marcel d'en dresser les plans. Le parement de façade en bois ainsi que le kiosque octogonal en bois ont été exécutés en 1903 sous la direction du frère jésuite Aloÿs Beck (1853-1931) dans l'orphelinat de T'ou Sè Wè à Shanghai. Cette école d'artisanat tenue par les Jésuites joua un rôle important dans les transferts artistiques entre la Chine et l'Occident. Peu de Belges savent que la décoration de ce pavillon provient de l'école où étudia le petit Tchang (ami de Hergé, un des personnages de l'album Le Lotus bleu).
Actuellement cette école est fermée mais un musée fut créé et on y trouve les documents, maquette et plans du pavillon dessins des décorations (texte en français) ainsi que les photos de la réalisation des colonnes sculptées et surtout les échanges de courriers avec le roi Léopold II pour la création de ce Pavillon chinois à Laeken et aussi la photo de Tchang, de ses œuvres et sa bibliographie.
Le pavillon chinois a été conçu à l'origine pour abriter un restaurant de luxe. Faute d'avoir trouvé le candidat adéquat, l'Etat y abrite d'abord une exposition commerciale de produits d'importation, ensuite une collection de porcelaines, meubles et tapisseries chinois, propriété des Musées royaux d'art et d'histoire réalisée pour l'exportation vers l'Europe et provenant du Japon du milieu du XVIIe au milieu du XVIIIe siècle et de Chine de la seconde moitié du XIXe au début du XXe siècle. Le pavillon présente des éléments d'art chinois authentiques – comme les boiseries polychromes des façades ou le kiosque – plaqués sur une architecture occidentale. La décoration intérieure luxueuse fait penser à la manière dont certains palais européens du XVIIIe siècle étaient habillés de chinoiseries. Les salons Delft et Saxe, sans rapport avec ce style, ont été spécialement aménagés pour le pavillon.
Les deux bâtiments, devenus propriété de l'État en 1921, présentent aujourd'hui des collections de porcelaines décoratives.

## Le musée d’art japonais

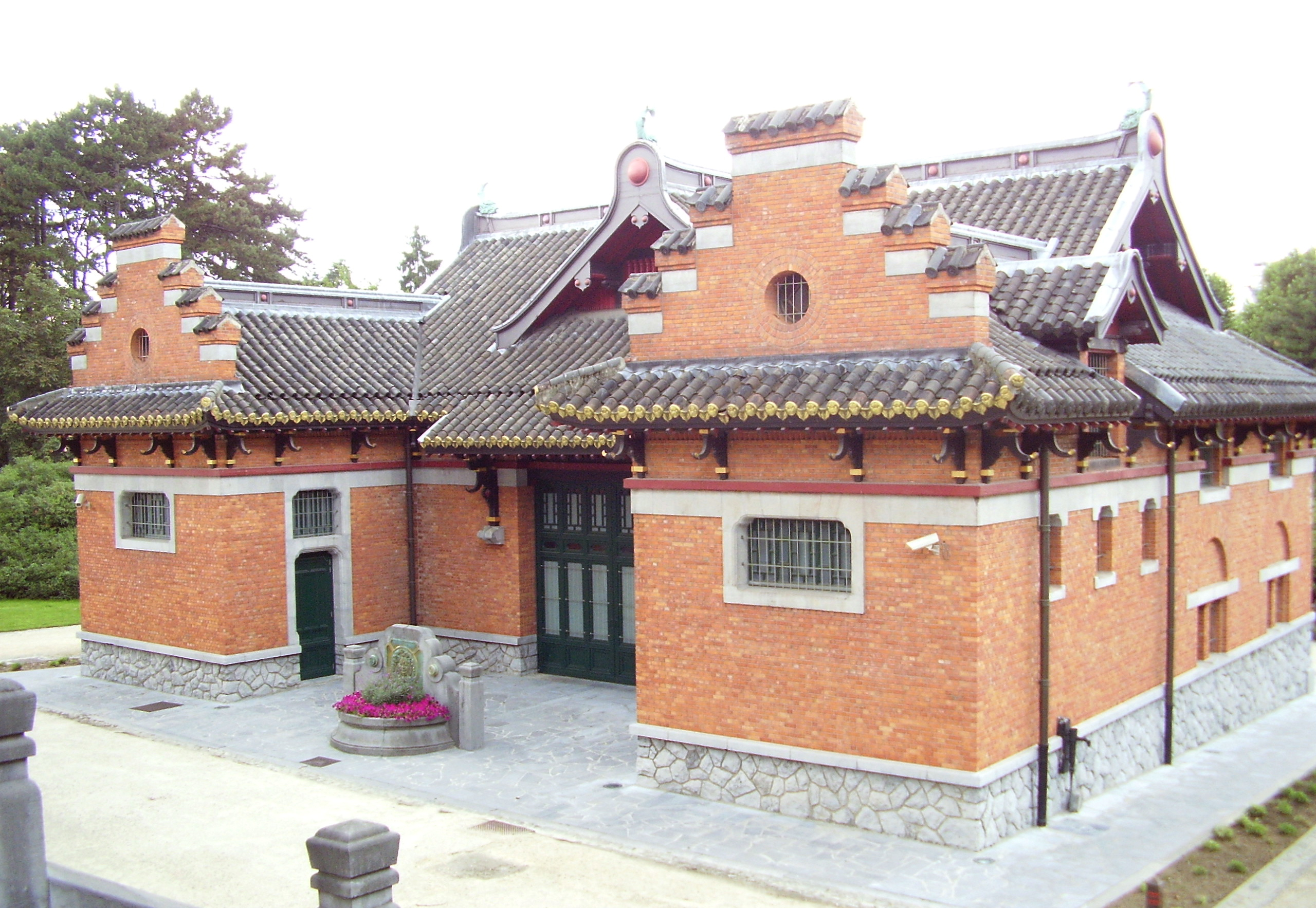
Le musée d'Art japonais.

Le musée d'art japonais, inauguré en mars 2006 est installé dans la dépendance du pavillon chinois destiné à l'origine à servir d'écuries et de garage pour les premières automobiles. Les collections, centrées sur l'époque d'Edo (1600-1868) sont présentées en alternance et témoignent de la maîtrise atteinte par les japonais dans les arts du métal, de la laque, de la peinture, de la xylographie, du textile, de la céramique et de la sculpture.

## Modalités pratiques
Depuis le mois d'octobre 2013, les musées d'Extrême-Orient sont fermés pour des mesures de sécurité et jusqu'à nouvel ordre. Le parc qui les entoure reste quant à lui ouvert.
- Adresse : Avenue Van Praet 44, 1020 Bruxelles
- Ouverture : Du mardi au dimanche de 10 heures à 16 heures 45 (20h45 en été).
- Accès : trams 7, 19 et  35
- Audio-guides